# Miroslava
Miroslava is een Roemeense gemeente in het district Iași.
Miroslava telt 9243 inwoners.